# Edvard Mau
Jens Christian Edvard Theodor Mau, född den 10 oktober 1808, död den 4 augusti 1885, var en dansk präst och författare.
Mau blev teologie kandidat 1831 och kyrkoherde 1835 samt innehade 1850–63 Skjellerups pastorat på Fyn och 1863–80 Farums pastorat i norra delen av Själland. År 1848 var han med om stiftandet av Selskabet for Danmarks Kirkehistorie samt tog verksamt del i de nordiska kyrkomötena (1857–61) och i strävandena för missionens främjande. Mau utgav ett stort antal uppbyggelse- och folkskrifter. De främsta bland dessa är Christelige Betragtninger for hver Dag i Aaret (1845; 8:e upplagan 1885) jämte därtill hörande Psalmer og Aandelige Sange til hver Dag i Aaret (1858), Aandeligt Skatkammer (1868), 400 Fortællinger for Skolen og Livet (1847, 6:e upplagan 1894; svensk översättning "Christlig läsebok för skolan och hemmet, innehållande 400 sannfärdiga smärre berättelser, ordnade efter Luthers katekes", 1867, 2:a upplagan 1876) och Alvor og Gammen (1855; 2:a upplagan 1871). Åren 1843–67 redigerade Mau tidskriften "Christelig Samler" med dess fortsättning "Ny christelig Samler" (tillsammans 25 band). Därjämte samlade och utgav han Dansk Ordsprogsskat (2 band, 1879), innehållande mer än 12 000 ordspråk, tänkespråk och dylikt.